# Sebastián Fernández (pilote automobile)
Sebastián Fernández Wahbeh, né le 12 juillet 2000 à Caracas (Venezuela), est un pilote automobile espagnol. En 2020, il participe au championnat de Formule 3 FIA au sein de l'écurie ART Grand Prix.

## Carrière

### Résultats en monoplace
| Saison    | Championnat                                      | Écurie              | Courses | Victoires | Pole positions | Meilleurs tours | Podiums | Points | Classement |
| --------- | ------------------------------------------------ | ------------------- | ------- | --------- | -------------- | --------------- | ------- | ------ | ---------- |
| 2016      | Championnat d'Italie de Formule 4                | Mücke Motorsport    | 21      | 1         | 2              | 1               | 1       | 55     | 15e        |
| 2016      | Championnat d'Allemagne de Formule 4             | KUG-Motorsport      | 4       | 0         | 0              | 0               | 0       | 4      | 25e        |
| 2016      | Championnat d'Espagne de Formule 4               | MP Motorsport       | 8       | 0         | 0              | 0               | 0       | N/A†   | n.c        |
| 2016–2017 | Championnat des Émirats arabes unis de Formule 4 | Team Motopark       | 7       | 1         | 0              | 0               | 2       | 65     | 10e        |
| 2017      | Championnat d'Italie de Formule 4                | Bhaitech Racing     | 21      | 5         | 3              | 2               | 5       | 197    | 4e         |
| 2017      | Championnat d'Allemagne de Formule 4             | Bhaitech Racing     | 3       | 0         | 0              | 0               | 0       | N/A†   | n.c        |
| 2018      | Championnat d'Europe de Formule 3                | Team Motopark       | 30      | 0         | 0              | 0               | 0       | 5      | 21e        |
| 2019      | Formule 3                                        | Campos Racing       | 16      | 0         | 0              | 0               | 0       | 0      | 27e        |
| 2019      | Formula Renault Eurocup                          | Arden Motorsport    | 12      | 0         | 0              | 1               | 1       | 68     | 9e         |
| 2019–2020 | Championnat d'Asie de Formule 3                  | Pinnacle Motorsport | 6       | 1         | 1              | 1               | 3       | 96     | 8e         |
| 2020      | Formule 3                                        | ART Grand Prix      | 18      | 0         | 1              | 0               | 0       | 31     | 14e        |

†Fernández étant un pilote invité, il était inéligible pour marquer des points.